# Manuel Prast
Manuel Prast (Madrid, Castilla la Nueva; 10 de noviembre de 1886–Ibídem; 1 de diciembre de 1973) fue un futbolista español que desarrolló toda su carrera deportiva en el Madrid Foot-Ball Club, y del que llegó a ser su máximo goleador histórico, hasta su retirada en 1914 para comenzar su carrera en el arbitraje, si bien ya ejerció con anterioridad.
Tras estar anecdóticamente vinculado a la vecina sociedad del Moncloa Foot-Ball Club —en cuya directiva se encontraba su hermano Carlos, futuro alcalde de Madrid—, fue uno de los primeros socios y estamentarios de la fundación de la (Sociedad) Madrid Foot-Ball Club, en donde anotó un total de 6 goles en once partidos del Campeonato de España. El más importante de ellos fue el conseguido en la final de la edición de 1905 que dio con el primer título nacional para los madridistas. Tras él logró otras tres seguidas para un total de cuatro, siendo récord histórico de un club en la competición. Anotó también dos goles en la final de 1906 y otro en la de 1907.
Conquistó un total de nueve títulos oficiales durante su carrera deportiva para después formalizar el Colegio de la Federación Castellana de Árbitros.
Fue además enpresario y propietario del negocio familiar de la confitería Confitería Prast, fundada por su padre y de la que se ocupó junto a sus hermanos.

## Trayectoria
Recaló en el Madrid Foot-Ball Club casi al tiempo de su fundación y en él permaneció hasta su retirada en activo en 1914. En cierto período se pierden crónicas del futbolista desconociéndose el motivo, si bien continuó perteneciendo a la sociedad.
En dicho club conquistó sus mayores logros al vencer cuatro veces la más prestigiosa competición de clubes a nivel nacional en el país, el Campeonato de España, logrados todos ellos de manera consecutiva sentando un récord aún no superado en su historia. Del mismo modo, y al ser el torneo que daba acceso a disputar el certamen nacional, conquistó un total de cinco campeonatos regionales de la región centro. Fue uno de los artífices que colocaron al club madrileño en lo más alto del fútbol español, siendo además una de las primeras figuras goleadoras que ostentó el club, llegando a ser su máximo goleador histórico.
Tras una reconocida trayectoria deportiva, fue uno de los que formaron el Colegio de Árbitros de la Federación Regional Centro. Manuel Prast, José Manuel Kindelán, Alfonso Albéniz, Julián Ruete y Bernardo Menéndez fueron los integrantes en su constitución el 15 de abril de 1914, siendo Prast elegido como el primer presidente. Sin embargo, renunció al cargo apenas unas semanas después, pasando entonces a ser uno de los árbitros de primera categoría, y cuyo cometido más importante era pues el de arbitrar los encuentros del Campeonato Regional Centro, y si así se disponía, del Campeonato de España. De hecho antes de la formación del estamento ya dirigía encuentros, y llegó a arbitrar el partido decisivo de desempate de la final del Campeonato de España de 1913 entre el Racing Club de Irún y el Athletic Club con victoria irundarra.
Tras consolidar el que fue el primer Colegio de árbitros de España, prolongó su dedicación hasta los años veinte, fecha en la que se retiró definitivamente del fútbol.

## Estadísticas

### Clubes
Datos actualizados a fin de carrera deportiva.
En la temporada 1911-12 se pierden las crónicas sobre el futbolista desconociéndose el motivo. Por realizar el servicio militar, o por finalizar sus estudios realizados en Inglaterra o Francia al igual que todos sus hermanos, podrían ser dos posibles hipótesis, ya que era habitual que sucediese en la época, o simplemente por dedicarse al negocio familiar. En la temporada 1909-10 participó en el Campeonato de España de 1910 con el Vasconia Sporting Club, club que utilizó como paraguas la Sociedad de Foot-Ball de San Sebastián para participar, ya que no cumplía con el requisito de tener al menos un año de antigüedad legal. Se desconoce si causó baja del club madrileño o fue una cesión del jugador para el campeonato, lo más probable al ser algo habitual en la época y que en el mismo torneo le sucedió al equipo madrileño al incorporar a jugadores de la Sociedad Gimnástica Española.
| Madrid F. C. | 1903-04            | 1.ª C.             | Inexistente | Inexistente | -  | - | ?   | ?  | 0+  | 0+  | 0    |
| Madrid F. C. | 1904-05            | 1.ª C.             | Inexistente | Inexistente | 2  | 2 | ?   | ?  | 2+  | 2+  | 1.00 |
| Madrid F. C. | 1905-06            | 1.ª C.             | Inexistente | Inexistente | 2  | 2 | 1   | ?  | 3   | 2+  | 0.66 |
| Madrid F. C. | 1906-07            | 1.ª C.             | Inexistente | Inexistente | 5  | 2 | 1   | —  | 6   | 2   | 0.33 |
| Madrid F. C. | 1907-08            | 1.ª C.             | Inexistente | Inexistente | 1  | — | 4   | 5  | 5   | 5   | 1.00 |
| Madrid F. C. | 1908-09            | 1.ª C.             | Inexistente | Inexistente | —  | — | 2   | —  | 2   | 0   | 0    |
| Sociedad de Foot-Ball | 1909-10            | 1.ª C.             | Inexistente | Inexistente | 1  | — | —   | —  | 1   | 0   | 0    |
| Madrid F. C. | 1910-11            | 1.ª C.             | Inexistente | Inexistente | —  | — | 3   | 1  | 3   | 1   | 0.33 |
| Madrid F. C. | 1911-12            | 1.ª C.             | Inexistente | Inexistente | —  | — | —   | —  | 0   | 0   | 0    |
| Madrid F. C. | 1912-13            | 1.ª C.             | Inexistente | Inexistente | 1  | — | 4   | —  | 5   | 0   | 0    |
| Madrid F. C. | 1913-14            | 1.ª C.             | Inexistente | Inexistente | —  | — | 4   | —  | 4   | 0   | 0    |
| Total Madrid F. C. | Total Madrid F. C. | Total Madrid F. C. | 0           | 0           | 11 | 6 | 19+ | 6+ | 30+ | 12+ | 0.40 |
| Total carrera | Total carrera      | Total carrera      | 0           | 0           | 12 | 6 | 19+ | 6+ | 31+ | 12+ | 0.39 |
| (1) No existía el Campeonato de Liga (1903-14). Clubes de 1.ª categoría por la Federación Regional Centro y la Federación Guipuzcoana y/o Norte. (2) Incluye datos de la Copa de España (1903-14). (3) Incluye datos del Campeonato Regional Centro (1903-14). (4) No incluye goles en partidos amistosos. |                    |                    |             |             |    |   |     |    |     |     |      |

## Palmarés

### Campeonatos nacionales
| Título | Club         | Año  |
| ------ | ------------ | ---- |
| Copa   | Madrid F. C. | 1905 |
| Copa   | Madrid F. C. | 1906 |
| Copa   | Madrid F. C. | 1907 |
| Copa   | Madrid F. C. | 1908 |

### Campeonatos regionales
| Título              | Club         | Año  |
| ------------------- | ------------ | ---- |
| Campeonato Regional | Madrid F. C. | 1905 |
| Campeonato Regional | Madrid F. C. | 1906 |
| Campeonato Regional | Madrid F. C. | 1907 |
| Campeonato Regional | Madrid F. C. | 1908 |
| Campeonato Regional | Madrid F. C. | 1913 |